# Holcopocythere
Holcopocythere is een geslacht van uitgestorven kreeftachtigen uit de klasse van de Ostracoda (mosselkreeftjes).

## Soorten
- Holcopocythere bassiporosa Al-Furaih, 1980 †
- Holcopocythere falsoculata Al-Furaih, 1980 †